# Hasbro
Hasbro, Inc., првобитно позната као Hassenfeld Brothers, амерички је холдинг са седиштем у Потакету. Првенствено се бави производњом играчака.